# Charles Colin (Musiker, 1832)
Charles-Joseph Colin (* 2. Juni 1832 in Cherbourg; † 26. Juli 1881) war ein französischer Oboist, Organist, Musikpädagoge und Komponist.

## Leben
Colin hatte ersten Musikunterricht bei seinem Vater Charles-Louis Colin, der Professor für Harmonielehre und Dirigent an der Oper von Bordeaux war, bevor er ins Conservatoire de Paris eintrat. Hier war er Schüler des bedeutenden Oboisten Gustave Vogt, außerdem studierte er Orgel bei François Benoist und Harmonielehre bei Adolphe Adam und Ambroise Thomas. Er erhielt erste Preise im Fach Oboe (1852), in Harmonielehre und Begleitung (1853), Orgel (1854) und Kontrapunkt (1854). 1857 gewann er hinter Georges Bizet den Zweiten Premier Grand Prix de Rome mit der Kantate Clovis et Clotilde nach Amédée Burion.
Colin war der erste Orgel-Lehrer seines Neffen Louis Vierne. Vierne war ein weltbekannter, blinder Organist.
Während seines mit dem Preis verbundenen Romaufenthaltes komponierte Colin eine Messe solennelle und eine einaktige Oper. Die Werke wurden von der Académie des Beaux-Arts 1863 mit dem Prix Trémont ausgezeichnet. 1868 wurde er Nachfolger von Félix Berthélémy als Oboenlehrer am Conservatoire. Im darauffolgenden Jahr wurde er auch Organist an der großen Daublaine-Callinet-Orgel der Kirche Saint-Denis du Saint-Sacrement, die kurz zuvor von Cavaillé-Coll restauriert worden war.

## Werk
Colin hatte bedeutenden Einfluss auf die Entscheidung seines Neffen Louis Vierne, eine musikalische Laufbahn als Organist einzuschlagen. Vor allem hatte er aber eine herausragende Bedeutung als Oboenlehrer. Er ist das Bindeglied zwischen seinem Lehrer Vogt und seinem bedeutendsten Schüler Georges Gillet, der für fünfzig Jahre bestimmend für den Stil des Oboespiels in Frankreich war.
Colin komponierte 8 technisch höchst anspruchsvolle Solos de Concours, die bis in die Gegenwart bei Oboenwettbewerben gespielt werden. 1983 wurde das gesamte Werk von den Schülern der Oboenklasse der University of Washington aufgeführt. Außerdem komponierte Colin eine Grande Fantaisie concertante für Oboe und Orchester, einige kirchenmusikalische Werke, darunter eine Messe, die 1879 in Lille aufgeführt wurde, ein O salutaris für Tenor und Sopran, ein Ave verum für gemischten Chor und ein Andante religioso für Harmonium sowie Stücke für Harmonium und für Klavier.
Für seine Verdienste als Lehrer wurde Colin 1877 als Officier d’Académie ausgezeichnet und 1881 wenige Tage vor seinem Tode zum Ritter der Ehrenlegion ernannt.